# Argyra serrata
Argyra serrata är en tvåvingeart som beskrevs av Yang och Saigusa 2002. Argyra serrata ingår i släktet Argyra och familjen styltflugor.
Artens utbredningsområde är Shaanxi (Kina). Inga underarter finns listade i Catalogue of Life.